# Sânkhenrê Montouhotepi
Sânkhenrê Montouhotepi (ou autrefois nommé Montouhotep VII) est un roi de la XVIe dynastie. 

## Attestations
Montouhotepi est attestée par une stèle de Karnak et un sceau de scarabée de provenance inconnue portant un nom de Nesout-bity lu différemment : Souahenrê, Souadjenrê et Sânkhenrê. En outre, deux sphinx de calcaire de Montouhotepi ont été découverts en 1924 dans les ruines du temple d'Horus à Edfou, l'un portant le nom de Nesout-bity Sânkhenrê et l'autre le nom de Sa-Rê Montouhotepi,. Enfin, Montouhotepi est attestée dans le Canon royal de Turin sous le nom de Nesout-bity Sânkhenrê.

## Position chronologique
Si l'identification de Montouhotepi par Ryholt dans le canon de Turin est correcte, alors il a pris le trône à la suite de Sekhemrê-Sânhktaouy Neferhotep III et n'a régné qu'un an. Le court règne de Montouhotepi a probablement été marqué par le conflit constant avec le royaume Hyksôs de la XVe dynastie. À l'époque, la XVIe dynastie était déjà affaiblie et régnait sur un peu plus que Thèbes. Dans sa stèle de Karnak, Montouhotepi affirme avec insistance « Je suis le roi dans Thèbes, c'est ma ville » et appelle Thèbes la « maîtresse de tout le pays, ville du triomphe ». Il rapporte avoir repoussé les « terres étrangères », probablement un euphémisme pour les Hyksôs ou peut-être pour les Nubiens. La puissance militaire de Montouhotepi est soulignée, le roi étant comparé à Sekhmet qui tue ses ennemis de son souffle flamboyant. Montouhotepi a été remplacé par Souadjenrê Nebiryraou Ier, qui a régné sur la Haute-Égypte pendant plus de 25 ans.